# Мардук-балассу-ікбі
Мардук-балассу-ікбі (д/н — бл. 813 до н. е.) — цар Вавилону близько 819—813 до н. е. Ім'я перекладається як «Мардук обіцяв своє життя».

## Життєпис
Походив з династії «Е» (VIII Вавилонської династії). Молодший син царя Набу-апла-іддіни. У 851 році до н. е. підтримав свого брата-царя Мардук-закір-шумі I проти іншого брата Мардук-бел-ушаті. Був учасником укладання мирної угоди між Ассирією і Вавилонією 850 рокудо н. е.
У 819 році до н. е. після смерті Мардук-закір-шумі I успадкував трон. Невдовзі стикнувся з бажанням ассирійського царя Шамші-Адада V здобути самостійність. У війні 818—817 років до н. е. вавилонський цар зазнав поразки. Ворог захопив фортеці Задді, Ме-Турнат, царські міста Карне й Дур-Папсуккал. В області Дер відбулася вирішальна битва між ассирійцями та вавилонянами, на допомогу яким прийшли халдеї і еламіти.
Наступні роки Мардук-балассу-ікбі провів формуючи антиассирійську коаліцію. До неї долучив халдеїв, що в цей час стали напівнезалежними в Шумері, Елам, арамейські держави Намрі і Аруму. Вавилонський цар переніс резиденцію до міста-фортеці Гананнате. У 815 році до н. е. почалася нова війна з Ассирією. Втім Шамші-Адад V випередив суперників. Він зумів перемогти вавилонян та їх союзників, захопити Гананнате, Вавилон, Борсіппу. Мардук-балассу-ікбі спробував укріпитися в долині Діяли, але близько 813 року до н. е. зазнав остаточної поразки й потрапив у полон або загинув.